# Сент-Олер (актёр)
Сент-Олер (фр. Sainte-Aulaire, 1793—1864), настоящие имя и фамилия Пьер-Жак Полье-Паньон (Pierre-Jacques Porlier-Pagnon) — французский актёр и театральный педагог. В 1820 году поступил в труппу «Комеди-Франсез», в 1826 году стал её пайщиком (под номером 240). Покинул театр в 1841-м.
Возглавлял театр Мольера на улице Сен-Мартен. Руководил собственной школой декламации в Париже. Готовя актёров к драматической сцене, его учебное заведение составляло конкуренцию для Императорской консерватории музыки и декламации. Среди его учениц была Элиза Рашель. Сент-Олер представил свою юную ученицу другому пайщику Комеди-Франсез, актёру Жозефу Самсону, что обеспечило дебют семнадцатилетней Рашели в марте 1838 года в роли Камиллы в драме Корнеля «Гораций», сразу принёсший успех начинающей актрисе.